# Passi nella notte
Passi nella notte (The Night Walker) è un film thriller statunitense del 1964 diretto da William Castle.

## Trama
Irene Trent è una donna infelice, sposata con il possessivo inventore milionario Howard Trent. Howard ha arredato la loro casa con molti orologi a cucù tutti perfettamente sincronizzati e Howard registra tutto ciò che avviene all'interno della magione, con l'intento di venire a conoscenza di tutte le conversazioni private della moglie. Irene vive in uno stato di perenne tensione a causa della gelosia ossessiva del marito e nonostante le accuse di infedeltà da lui rivoltale, ella rimane sempre fedele al marito ma inizia ad avere sempre più insistenti fantasie oniriche su Barry Moreland, avvocato del marito. In seguito dopo la morte del marito può coronare il suo sogno di libertà ereditandone il patrimonio. Tuttavia Irene comincia ad essere ossessionata da un misterioso uomo nei suoi sogni, iniziando a dubitare della propria sanità mentale.